# Metro: Last Light
Metro: Last Light je hororová FPS videohra od studia 4A Games. Jedná se o pokračování hry Metro 2033 volně inspirované knižními díly od Dmitrije Gluchovského.

## Hratelnost
Hra má lineární dějovou linii s volitelným stealth postupem. Během hry má hráč možnost získávat karmické body, jejichž počet ovlivní konec hry. Pokud má hráč dostatečně vysoký počet bodů, hra skončí „dobrým“ koncem.
Podstatnou část hraní zabírá souboj. Roli nepřítele hrají převážně lidé a mutanti. Lidské oponenty lze zblízka omráčit nebo zabít nožem a mutanty lze rychle zabít vrhacím nožem, pokud si hráče nevšimli a v předem naskriptovaných pasážích. Po celou dobu hraní má postava Arťoma hodinky, které ukazují čas zbývající do výměny filtru a zda je hráč viditelný.
Během hraní má hráč přístup k poměrně široké škále zbraní, mezi které patří nože, revolvery, samopaly, brokovnice a dynamity. Hráč může mít najednou 3 palné zbraně. Na rozdíl od předešlého dílu může většina zbraní být u obchodníků modifikována. Na palné zbraně může být nainstalována vylepšená mířidla, prodloužený zásobník, tlumič atd. Zbraně lze získat od padlých nepřátel nebo je zakoupit, popřípadě vyměnit, u obchodníků za vojenskou munici, která ve hře funguje jako měna. Pro každou zbraň je určená unikátní munice a samopalem lze střílet i silnější hořlavou vojenskou municí.
Pokud se hráč nachází na povrchu nebo v zamořeném podzemí, musí mít nasazenou plynovou masku s filtrem. Masku lze vždy vyměnit za jakoukoli s jinou kvalitou. Pokud má hráč masku prasknutou, je nefunkční a pokud hráč urychleně nenajde náhradní, udusí se. Filtry lze najít po celém metru a maximální možná doba strávená na povrchu je 1 hodina.

## Děj
Hra se odehrává rok po událostech hry Metro 2033 se špatným koncem, kdy Arťom odpálil rakety na Temné. Po vybombardování Temných se Arťom stal členem Řádu a přestěhoval se z rodné Exhibice do D6. Jednoho dne ho navštíví Chán a oznámí mu, že našel malého Temného, který zdánlivě jako jediný přežil bombardování. Miller Arťomovi nařídí Temného zničit a pošle s ním svou dceru Annu. Ve zbytcích hnízda Temného najdou, ale než se jim podaří ho dostat, Arťoma zajmou nacisté.
V nacistické stanici se Arťom seznámí s Pavlem, spoluvězněm a vojákem Rudé trasy. Oběma se společně podaří probít se z nacistického vězení. Pavel mu slíbí, že jestli mu Arťom pomůže dostat se na Rudou trasu, pomůže mu vrátit se do D6. Jakmile se dostanou na stanici Těatralnaja, Pavel se snaží Arťoma přetáhnout na jejich stranu. Když se mu to nepodaří, tak ho zradí a předá ho vůdcům Rudé trasy, kde je vyslýchán mocným generálem Korbutem. Syn vůdce Rudé trasy Moskvina Arťoma osvobodí a pomůže mu utéct. Nyní je Arťomovým úkolem dostat se k Temnému dříve než Rudí, kteří ho od nacistů odkoupili. Z rozhovorů vojáků se dozvěděl, že byl převezen do Benátek (Treťjakovskaja-Novokuzněckaja). Když se dostane do Benátek, Temný je už ale Pavlem převezen jinam a Arťom je nucen se přesunout na blízkou Sparťanskou základnu, kde se znovu shledá s Annou. Základnu ale přepadnou Rudí vedení špionem a zrádcem Lesnickým, a zmocní se Anny. Tu Arťom najde ve stanici Okťjabrskaja, kterou Rudí zamořili virem a povraždili její obyvatele.
Arťom s Annou jsou zachráněni vojáky Hanzy a Chánem. Chán Arťomovi oznámí v Polisu se bude konat mírová konference mezi Spartou, nacisty, Hanzou a komunisty a Arťom je odhodlán jim říct o incidentu na Okťjabrské. Jakmile se ukáže, že nejsou nakaženi, Chán pomůže Arťomovi se vrátit v myšlenkách zpět a podaří se jim lokalizovat karavanu s malým Temným. Temný je ještě dítě a pokládá Arťoma za přítele a tak ho následuje. Po cestě do D6 se Arťom střetne s mnoha vojáky Rudé trasy, mezi nimiž je i Lesnickij a Pavel, které může Arťom zabít nebo ušetřit. Pavel se nachází na Rudém náměstí, kvůli konferenci jediném otevřeném vstupu do metra. Malý Temný se dostane Lesnickému a Pavlovi do pamětí a zjistí, že Korbut plánuje využít konference a nepřítomnosti Millera a Moskvina k útoku na D6. Arťom s maličkým dorazí ke vstupu do Polisu. Zde se ukáže, že dosud v dosud neotevřených vratech v D6 se nachází celá populace Temných a maličký je chce osvobodit. Arťom a Chán ho výměnou za to poprosí o pomoc při nadcházejícím boji.
Arťom, Chán, Miller i malý Temný dorazí na konferenci. Temný donutí svou mocí Moskvina se ke všemu přiznat a říct o útoku. Sparťané se přesunou do D6, připraveni na obranu. Rudí zahájí útok a i přes významný odpor prolomí sparťanskou obranu. Když ke zraněnému Arťomovi a Millerovi přijde Korbut, Miller Arťomovi nařídí zničit celý komplex a tudíž všechny obětovat.
Stejně jako v předešlém díle, jsou i zde dva konce. „Špatný“ konec skončí tím, že Arťom splní rozkaz a všichni zemřou. Na konci je vidět Anna a Arťomův syn. V „dobrém“ konci Arťoma zastaví malý Temný a přivede na pomoc ostatní Temné. Ti po pomoci nadobro odejdou z Moskvy.
Na dobrý konec navazuje děj hry Metro: Exodus.